# Урбановичи
Урбановичи — дворянский род.
В Гербовник внесены две фамилии Урбановичи:
1. Потомство Николая Васильевича Урбановича, предки которых именовались дворянами в 1631 (Герб. Часть XII. № 142).
2. Потомство Христофора Урбановича, служившего генерал-майором шведского короля Карла XII (1697-1718) (Герб. Часть IX. № 132)[1].

Урбанович Пётр Алексеевич - воевода в Усерде (1684), стольник (1692).
Предки рода Урбановича Николая Васильевича владели имениями и некоторые из них, по привилегиям польских королей (1631, 1665 и 1718) жалованы чином и именованы дворянами. Мнением Государственного совета, Высочайше утверждённым (30 апреля 1819), род Урбановичей записанный по ревизии за князем Радзивиллом, исключён из подушного оклада и утверждён в первобытном предков их дворянском состоянии (Герб. Часть XII. № 142).
Христофор Урбанович служил генерал-майором у короля шведского Карла XII. «По ревностному его желанию» принят (1724) в Российскую службу тем же чином, генерал-поручик (28.05.1727), находился «в посылке в Польше», награждён орденом Святого Александра Невского (29.06.1727). Потомки его служили Российскому Престолу дворянские службы в разных чинах.
В Гербовник также внесён род Урбановичей потомство Николая Васильева Урбановича (Герб. Часть XII. № 142).

## Описание гербов

#### Герб рода. Часть IX. №132.
В щите, разделённом горизонтально надвое, в красном и голубом поле изображён серебряный лебедь (польский герб Лебедь). Щит увенчан дворянскими шлемом и короной, на поверхности которой находится лебедь. Намёт на щите голубой и красный, подложенный серебром.

#### Герб рода. Часть XII. № 142.
Герб потомства Николая Васильева Урбанович: В красном щите золотой лебедь вправо с черными глазами, клювом, языком и лапами. Щит увенчан дворянским коронованным шлемом. Нашлемник - золотой лебедь вправо с черными глазами, клювом. языком и лапами. Намёт красный с золотом.
Кроме того, существует польская ветвь рода Урбановичей, герба Лабендзь (ГЦП, ч. 3, с. 90).